# Церковь Святого Матвея (Тумауини)
Церковь Святого Матфея — католическая приходская церковь в филиппинском муниципалитете Тумауини, провинция Исабелла. Уникальный памятник колониального барокко, претендующий на занесение в список Всемирного наследия ЮНЕСКО.
Первую церковь, посвящённую апостолу Матфею, близ берега реки Кагаян построили ещё в 1707 году из пальмовых листьев и прочих лёгких материалов, в 1753 году она получила свой приход. Новое каменное здание было заложено доминиканским монахом Доминго Форто в 1783 году и строилось до 1805 года. Церковь довольно здорово пострадала от бомбардировок Второй мировой войны, но илоки нашли возможность восстановить её в точности, лишь колокол храма остался как был, пробитый осколками как гигантское сито.
Формы церкви Святого Матфея перекликаются с собором Святого Петра в Тугегарао, который на столетие старше. Фасад с четырьмя парами коринфских полуколонн, увенчан оригинальным круглым фронтоном с крупным концентричным окном, освещающим хоры. По углам фронтона — изящные волюты, рифмующиеся с необычными украшениями в виде тележного колеса у основания фасада. Широкий главный портал фланкирован нишами с каменными статуями святых. К фасаду пристроена четырёхъярусная цилиндрическая колокольня, похожая на свадебный торт, единственная в своём роде для всей испанской колониальной архитектуры на Филиппинах.
Церковь Святого Матфея необычна тем, что её отделка как снаружи, так и в интерьере выполнена в красном кирпиче. Эта особенность, продиктованная изначально нехваткой в регионе хорошего камня, сделала храм ярким и запоминающимся произведением искусства. Для изготовления фигурного кирпича, обеспечивающего богатство и разнообразие деталей (цветы, гирлянды, гребешки, религиозные символы, лица ангелов, другие причудливые узоры), были привлечены резчики из Пампанги. На некоторых кирпичах можно найти пометки, сделанные мастерами перед обжигом для точной установки их на своё место в общем орнаменте.
24 февраля 1989 года церковь Святого Матфея в Тумауини была признана Национальным памятником Филиппин. В 2006 году она предложена в список пяти дополнительных представителей для расширения объекта Всемирного наследия ЮНЕСКО «Церкви Филиппин в стиле барокко», куда первоначально входят четыре наиболее ценных архитектурных памятника.